# Papa Agapito I
sommo pastore, a la fede sincera

mi dirizzò con le parole sue.»
(Dante Alighieri, Divina Commedia - Paradiso, canto VI, vv. 16 - 18)
Agapito I (Roma, ... – Costantinopoli, 22 aprile 536) è stato il 57º vescovo di Roma e papa della Chiesa cattolica dal 13 maggio 535 fino alla sua morte. È venerato come santo dalla Chiesa cattolica e dalle Chiese ortodosse.

## Biografia
Agapito era figlio di un certo Gordiano, un presbitero romano ucciso durante i disordini occorsi ai giorni di papa Simmaco nel settembre 502 e che, secondo alcuni genealogisti, era figlio di papa Felice III: Agapito sarebbe dunque un rappresentante della Gens Anicia e dal fratello Palatino discenderebbe in linea diretta papa Gregorio I. Inoltre, è il primo Papa non nato stricto sensu all'interno dell'Impero romano, sia d'Occidente o d'Oriente, bensì nel Regno di Odoacre, che riconosceva solo nominalmente la supremazia dell'imperatore di Bisanzio.

### Primi provvedimenti
Il suo primo atto ufficiale fu quello di bruciare, di fronte al clero riunito in assemblea, l'anatema che papa Bonifacio II aveva scagliato contro il suo rivale Dioscuro e che aveva ordinato fosse conservato negli archivi della Chiesa di Roma: questo conferma che Agapito apparteneva alla fazione della chiesa romana più vicina a Costantinopoli, in contrapposizione con il governo di Ravenna. Confermò, inoltre, i decreti del Concilio tenutosi a Cartagine dopo la conquista dell'Africa da parte di Belisario, nel 534: secondo questi decreti, i convertiti dall'arianesimo erano stati dichiarati non idonei ad accedere agli ordini sacri e quelli già ordinati erano ammessi alla sola comunione laica. Accolse anche un appello da parte di Contumelioso, vescovo di Riez, che era stato condannato per immoralità da un concilio tenutosi a Marsiglia, ordinando a Cesario di Arles di sottoporre l'imputato ad un nuovo processo di fronte ai legati papali.

### La missione a Costantinopoli
Nel frattempo, Belisario, dopo la facile conquista della Sicilia, stava preparandosi ad invadere l'Italia. Il re gotico Teodato, come ultima risorsa, supplicò l'anziano pontefice di recarsi a Costantinopoli e di usare la sua personale influenza sull'imperatore Giustiniano. Per coprire i costi dell'ambasciata, Agapito fu costretto ad impegnare gli arredi sacri della Chiesa di Roma.
Partì in pieno inverno accompagnato da cinque vescovi e da un imponente seguito. Nel febbraio del 536 giunse nella capitale d'Oriente, dove fu ricevuto con tutti gli onori che si convenivano al capo della Chiesa cattolica e ortodossa (i due termini erano usati per indicare la chiesa indivisa). Come egli aveva previsto, lo scopo apparente della sua visita era destinato al fallimento. Giustiniano non poteva essere smosso dalla sua volontà di ristabilire i diritti dell'Impero in Italia. Tuttavia, dal punto di vista ecclesiastico, la visita del Papa a Costantinopoli sfociò in un braccio di ferro contro lo stesso Giustiniano. Così, dovette essere accantonato il progetto di realizzare a Roma la prima università cristiana del mondo latino, un luogo di studio e ricerca dei saperi sacri e profani che avrebbe dovuto ricalcare il modello della Scuola di Alessandria e della Scuola di Nisibi. Il progetto si concretizzò nel Monastero di Vivario.
In quel periodo, sedeva sulla cattedra di Costantinopoli il patriarca Antimo, che aveva abbandonato la sede di Trebisonda per unirsi ai monofisiti che, con l'aiuto dell'imperatrice Teodora, stavano cercando di modificare le formule ecumeniche del Concilio di Calcedonia. Non appena il Papa giunse nella capitale, un personaggio di spicco del clero locale accusò il patriarca di essere un intruso ed un eretico. Agapito gli ordinò, allora, di predisporre una confessione di fede scritta e di ritornare alla sede che aveva abbandonato; al suo rifiuto, troncò tutti i rapporti con lui. Questa situazione contrariò l'imperatore che, ingannato dalla moglie Teodora sull'ortodossia del suo protetto, arrivò fino a minacciare di bandire il Papa. Agapito rispose con spirito: «Con impazienza ero venuto ad ammirare il cristianissimo imperatore Giustiniano. Al suo posto trovo un Diocleziano le cui minacce, tuttavia, non mi terrorizzano».
Questo intrepido parlare fece riflettere Giustiniano che, infine, si convinse che la fede di Antimo era quantomeno sospetta. Pertanto, non sollevò alcuna obiezione quando il Papa, esercitando i suoi pieni poteri, depose e sospese il patriarca. L'imperatore accordò al pontefice il privilegio di ordinare personalmente, per la prima volta nella storia della Chiesa, il nuovo patriarca di Costantinopoli, Menna (o Menade). Questo memorabile esercizio delle prerogative papali non fu dimenticato dagli orientali che, insieme ai latini, lo venerano come santo. Al fine di allontanare da sé ogni sospetto di favorire l'eresia, Giustiniano consegnò al Papa una confessione di fede scritta, che questi accettò, con la condizione che «...anche se non posso ammettere in un laico il diritto di insegnare la religione, tuttavia osservo con piacere che lo zelo dell'imperatore è in perfetto accordo con le decisioni dei Padri».
Poco tempo dopo, Agapito si ammalò e il 22 aprile morì; aveva regnato per dieci mesi. I suoi resti mortali furono portati a Roma in una bara di piombo e tumulati in San Pietro. La sua tomba andò perduta a causa dei lavori della nuova Fabbrica.

## Culto
La Chiesa cattolica celebra la sua memoria liturgica il 22 aprile; le Chiese ortodosse, invece, lo ricordano il 17 aprile.
Dal Martirologio Romano (ed. 2004):

## Successione apostolica
La successione apostolica è:
- Patriarca Mena di Costantinopoli (536)